# Royal Academy of Dance
Die Royal Academy of Dance Worldwide Group (kurz RAD oder Royal Academy of Dance, beide Kurzbezeichnungen sind geschützte Markenzeichen) ist eine Organisation, deren Hauptquartier in London liegt und die pädagogische Leitlinien für den Unterricht in klassischem Ballett herausgibt, Ballettkurse anbietet und Prüfungen für Ballettschüler und -lehrer abnimmt. Sie ist mit knapp 13.000 Mitgliedern die weltweit größte Organisation dieser Art.

## Geschichte
1920 lädt Philip Richardson, Redakteur der Dancing Times, einige der bedeutendsten Persönlichkeiten des klassischen Tanzes nach London ein mit dem Ziel, „die armselige Qualität und den schlecht organisierten Zustand des Tanztrainings dieser Zeit in Britannien“ zu verbessern.
Dabei vertreten 5 Ehrengäste die vorherrschenden länderspezifischen Balletttechniken und -schulen:
- Phyllis Bedells (England)
- Lucia Cormani (Italien)
- Edouard Espinosa (Frankreich)
- Adeline Genée (Bournonville-Schule, Dänemark)
- Tamara Karsawina (Kaiserliche Ballettschule, Russland)

Einige Monate später wird die Association of Teachers of Operatic Dancing („Verein der Lehrer für Bühnentanz“) gegründet und ein erster Lehrplan der Öffentlichkeit vorgestellt. 1921 findet die erste Prüfung der elementary-Stufe statt, in den Jahren darauf folgen die Prüfungen in den Stufen intermediate und advanced. 1936 wird König Georg V. kurz vor seinem Tod Schirmherr der Organisation, worauf diese zur Royal Academy of Dancing wird. Die Schirmherrschaft wird seither von der amtierenden britischen Majestät übernommen.
1997 fusionieren die Royal Academy of Dance und The Benesh Institute, eine Organisation, die sich mit der schriftlichen Fixierung von Choreografien mit Hilfe der Benesh-Tanznotation befasst (siehe Choreologie).

## Gegenwart
Die Royal Academy of Dance Worldwide Group besteht sowohl aus einem eingetragenen gemeinnützigen Verein als auch aus einer kommerziell arbeitenden Abteilung (Royal Academy of Dance Enterprises). Die RAD hat gegenwärtig ungefähr 13.000 Mitglieder in 79 Ländern und unterhält 36 Länderbüros, bei denen insgesamt 5.898 Lehrer registriert sind. Weltweit werden ca. 250.000 Schüler nach den Lehrplänen der Royal Academy of Dance unterrichtet.